# Kyrtolitha cinerata
Kyrtolitha cinerata är en fjärilsart som beskrevs av Otto Staudinger 1892. Kyrtolitha cinerata ingår i släktet Kyrtolitha och familjen mätare. Inga underarter finns listade i Catalogue of Life.